# RTD Bus & Rail
O Metro de Denver é um sistema de transporte público que serve a cidade estadunidense de Denver. É composto por 127 linhas de ônibus, 2 linhas de trem suburbano e 8 linhas de trem ligeiro.